# 王力宏
王力宏（1976年5月17日—），美国华裔男歌手、音樂製作人、演員和電影導演，出生及成長於美國紐約州羅徹斯特，畢業於威廉姆斯學院。1995年，於臺灣發行第一張華語專輯《情敵貝多芬》，並在華語地區發展。
王力宏以R&B与嘻哈音樂曲風見長，輔以饒舌、爵士樂、電子舞曲、chinked-out（华人嘻哈）等不同元素，曾兩度獲得臺灣金曲獎最佳國語男演唱人獎。1999年以專輯《公轉自轉》首度獲獎；2006年憑專輯《蓋世英雄》再度獲獎。2019年，擔任《2019中国好声音》導師。

## 演艺历程

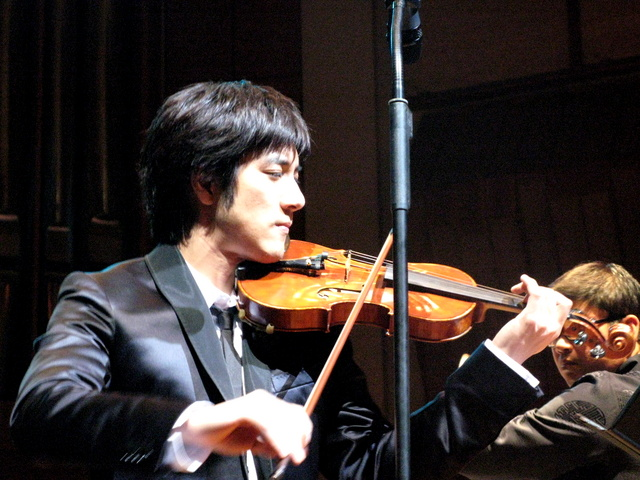
王力宏在2008年聖誕節於香港演出

### 1990年代
1994年參與《第12屆木船民謠歌唱大賽》。1995年發行首張專輯《情敵貝多芬》。1996年發行專輯《如果你聽見我的歌》。
1997年首次主持電視節目《大樂兵》，介紹近期流行的音樂MV；入圍第8屆金曲獎世界華人作品最佳男演唱人獎－《好想你》；6月，首度嘗試擔任NBA籃球賽主播。
1998年發行加盟新力音樂後的首張專輯《公轉自轉》。1999年發行專輯《不可能錯過你》；榮獲第10屆金曲獎最佳國語男演唱人獎及最佳唱片製作人獎－《公轉自轉》。

### 2000年代
2000年發行專輯《永遠的第一天》，开始包揽专辑所有歌曲的作曲编曲部分；以《不可能錯過你》入圍第11屆金曲獎「最佳國語男演唱人獎」及「最佳作曲人獎」（流淚手心）。
2001年發行專輯《唯一》；入圍第12屆金曲獎「最佳國語男演唱人獎」－《永遠的第一天》。
2002年發行首張精選輯《王力宏的音樂進化論》；入圍第13屆金曲獎「最佳國語男演唱人獎」－《唯一》；与大陆组合羽泉合唱，第一次参加中国中央电视台春节联欢晚会《美丽新世界》。
2003年發行專輯《不可思議》；入圍第14屆金曲獎「最佳編曲人獎」－《W-H-Y》。同年台灣SARS疫情流行期間，王力宏與陶喆創作歌曲《手牽手》，號召所有音樂人一起用音樂來激勵面臨防SARS、抗疫的台灣人民，由華人樂壇87位歌手共襄盛舉。
2004年榮獲第15屆金曲獎最佳專輯製作人獎－《不可思議》。同年發行專輯《心中的日月》，開創了CHINKED-OUT（華人嘻哈）的新曲風。
2005年發行專輯《蓋世英雄》，王力宏因為看了電影《霸王別姬》製作此張專輯，延續《心中的日月》的CHINKED-OUT（華人嘻哈）曲風。
2006年憑《蓋世英雄》於第17屆金曲獎二度榮獲最佳國語男演唱人獎；8月於香港紅磡體育館舉行個人演唱會，並邀請到他的偶像張學友作為嘉賓出場獻唱。
2007年6月，演出李安導演電影《色，戒》。2007年推出《改變自己》專輯，主題是要呼籲重視全球氣候變暖以及環保概念。為北京奧運擔任2008年夏季奧林匹克運動會聖火傳遞火炬手，3月24日在希臘境內為奧運傳遞聖火。
2008年5月，四川發生大地震，身為台灣世界展望會代言人的王力宏決定原訂限量出版之紀念冊《生命的禮讚》改為不限量出版，所得將全數投入台灣世界展望會四川救災工作，並成立「台灣世界展望會─王力宏四川救災專戶」，也率先捐款新台幣300萬元投入震災救援工作。2008年8月，印度電影《RACE》主題曲涉嫌抄襲王力宏於《心中的日月》專輯當中的《竹林深處》，王力宏跨海提告。2008年9月，王力宏於19、20日重返台灣台北小巨蛋，舉行2008年首場的世界巡迴演唱會。
2009年1月24日，王力宏於世界巡迴演唱會美國站演出後，投入成龍所導演的電影《大兵小將》拍攝工作，擔任男主角。

### 2010年代
2010年2月13日第二次出席央视春晚并与孙楠、容祖儿、余翠芝合唱歌曲《相亲相爱》。2010年8月12日，王力宏發行專輯《十八般武藝》。同年8月13日，王力宏自導自演之電影《戀愛通告》上映。
2011年，王力宏與索尼音樂合約到期，推出最後一張索尼時期專輯《火力全開新歌+精選》後自立門戶。2011年，《MUSIC MAN II火力全开世界巡回演唱会》开跑，历时四年，观众人数超过200万人，期間2012年4月14日成為第一个在鸟巢开个唱的流行歌手。
2012年再次出席央视春晚，与钢琴家李云迪合奏钢琴曲《金蛇狂舞》，并独唱歌曲龙的传人。同年拍攝兩部電影《十二生肖》及《非常幸運》。
2013年第四次出席央视春晚，并演唱歌曲《十二生肖》。同年受邀至英國牛津大學進行演講，主題為《認識華流 （页面存档备份，存于）》。
2015年QQ音乐盛典王力宏以年度总试听量超过12亿900万人次，获得“年度最高人气艺人奖”。2015年8月，以小提琴幫退隱的江蕙伴奏《愛著啊》。
2017年12月19日，王力宏發行專輯《A.I. 愛》。

### 2020年代
2021年12月，因與前妻李靚蕾之間的爭議引起社會輿論譁然，王力宏發表道歉聲明並宣布暫時退出工作。
2022年12月，宣布將於2023年1月28日在美國拉斯維加斯舉辦《ONE Leehom Wang》演唱會。
2023年11月10日，王力宏在马来西亚开演唱会，并特别选唱已故马来西亚巨星比·南利的经典歌曲《Getaran Jiwa》。
2024年9月22日，王力宏在澳门举办的“湾区升明月”2024大湾区电影音乐晚会上演唱了《我们的歌》，这是王力宏在李靚蕾事件后首度在中国大陆电视荧屏上复出。

## 個人生活

### 家族
祖母為中華民國海軍少將許鳳藻之女，任教於台灣台北商專。祖父曾任中華民國上海經濟委員會委員。王力宏的七舅公是许倬云。
王力宏父親畢業於國立臺灣大學醫學系，為腦科醫師。母親畢業於臺灣國立政治大學，家人都十分喜愛聽京劇，對其有一定音樂的啟蒙。表叔為校園民歌歌手李建復。

### 婚姻
2013年11月27日，王力宏與交往多年並已懷孕的李靓蕾於美國登記結婚，2014年長女出生，其後2016年產下次女，2018年再添兒子。2021年9月，雙方簽字離婚。2021年12月15日經媒體爆料疑似離婚後，王力宏當日下午於社群媒體承認與李靓蕾正式結束八年婚姻。
2021年12月17日，在王力宏宣佈離婚的兩天後深夜，李靚蕾在其Instagram以及新浪微博寫下長文，稱嫁給王力宏多年，忍受他與家人懷疑、羞辱和冷暴力，還稱王力宏約砲人妻、召妓以及製作花名冊紀錄對象特徵，有特殊心理情況，出軌BY2成員Yumi，並暗指出軌徐若瑄。數日後王力宏否認李靚蕾的指控，表示會暫時退出工作。Yumi與徐若瑄否認李靚蕾的指控。其中，Yumi表示自己是王力宏结婚前正式交往的女友，已對李靚蕾提告。徐若瑄表示已收到王力宏的道歉和李靚蕾間接道歉（後者未經證實），並表示若再有類似言論將採取法律行動。
2022年底，在台北市社會局的要求下，王力宏配合下架所有社群媒體上與李靚蕾的爭議貼文。2023年6月23日，紐約法院批准兩人離婚。

## 音樂作品

### 錄音室專輯
1. 情敵貝多芬（1995年）
2. 如果你聽見我的歌（1996年）
3. 好想你（1996年）
4. 白紙（1997年）
5. 公轉自轉（1998年）
6. 不可能錯過你（1999年）
7. 永遠的第一天（2000年）
8. 唯一（2001年）
9. 不可思議（2003年）
10. 心中的日月（2004年）
11. 蓋世英雄（2005年）
12. 改變自己（2007年）
13. 心·跳（2008年）
14. 十八般武藝（2010年）
15. 你的愛。（2015年）
16. A.I. 愛（2017年）

### 精選專輯
1. 好力宏（1998年）
2. 王力宏的音樂進化論（2002年）
3. 火力全開（2011年）
4. 力宏二十（2015年）

## 演出作品

### 電影
| 發行年份 | 電影名稱                 | 飾演角色  | 備注     |
| -------- | ------------------------ | --------- | -------- |
| 2000年   | 煙飛煙滅                 | Dave      |          |
| 2000年   | 雷霆戰警                 | 張力      |          |
| 2001年   | 拳神                     | 山之光    |          |
| 2003年   | 月光遊俠                 | Son       | 日本上映 |
| 2006年   | 日正當中的星空           | 梁嵩      | 日本上映 |
| 2007年   | 色，戒                   | 鄺裕民    |          |
| 2009年   | 大兵小將                 | 將軍      |          |
| 2010年   | 戀愛通告                 | 杜明漢    |          |
| 2011年   | 建黨偉業                 | 羅家倫    |          |
| 2013年   | 非常幸運                 | 严大卫    |          |
| 2015年   | 黑帽駭客                 | 陳大偉    |          |
| 2017年   | 王力宏火力全開演唱會電影 | 王力宏    | 紀錄片   |
| 2017年   | 會痛的十七歲             | 王力宏    | 客串演出 |
| 2018年   | 無問西東                 | 沈光耀    |          |
| 2018年   | 西虹市首富               | 王力宏    | 客串演出 |
| 2018年   | 古剑奇谭之流月昭明       | 樂無異    |          |
| 2019年   | 醜娃娃                   | Lucky Bat | 配音     |

### 電視劇
| 播出時間     | 頻道 | 劇名           | 飾演角色 |
| ------------ | ---- | -------------- | -------- |
| 1996年2月6日 | 中視 | 老公一百分     | 客串演出 |
| 1997年1月6日 | 超視 | 我們一家都是人 | 客串演出 |

## 主持作品

### 電視節目
| 播出日期                   | 頻道     | 節目名稱                                                   | 備註     |
| -------------------------- | -------- | ---------------------------------------------------------- | -------- |
| 1997年1月4日               | TVBS-G   | 東敲西打大樂兵                                             |          |
| 1997年6月9日               | ESPN     | NBA PLAYOFF FINALS Game 4 (Chicago Bulls 73：Utah Jazz 78) |          |
| 2006年5月6日               | MTV      | 亞洲MTV音樂大獎頒獎典禮                                    |          |
| 2016年6月19日-2016年9月4日 | 江蘇衛視 | 蓋世英雄                                                   | 戰隊隊長 |

## 出版品

### 書籍
| 發行日期       | 書名                                                                                            | 作者                                                  | 出版社                    | ISBN               |
| -------------- | ----------------------------------------------------------------------------------------------- | ----------------------------------------------------- | ------------------------- | ------------------ |
| 2001年12月18日 | 唯一THE OFFICAL PIANO AND VOCAL SCOR                                                            | 王力宏                                                | 尖端出版社                | ISBN 4719863045764 |
| 2003年3月20日  | 純屬意外－王力宏的私密檔案書                                                                    | 王力宏、角子                                          | 圓神出版社 / 系列 : istar | ISBN 9789576078897 |
| 2005年11月8日  | 心中的日月樂譜書                                                                                | 王力宏                                                | 尖端出版社                | ISBN 9789571030784 |
| 2006年6月9日   | ワン・リーホン寫真集: Heroes of Tokyo 日文版                                                    | 繪者／ アミタマリ                                     | ソニ－マガジンズ          |                    |
| 2007年9月4日   | Lust, Caution: The Story (Film Tie-in Ed.)                                                      | Chang, Eileen                                         | ANCHOR BOOKS              |                    |
| 2008年5月15日  | 《生命的禮讚》- 王力宏寮國關懷之旅紀念冊 義賣所得將全數捐入台灣世界展望會「王力宏四川救災專戶」 | 王力宏                                                | 台灣世界展望會            |                    |
| 2010年7月21日  | 戀愛通告：王力宏影像集                                                                          | 山水國際娛樂股份有限公司/八鶴姆特有限公司/攝影_陳錦泉 | 凱特文化                  | ISBN 9789866606939 |
| 2010年7月21日  | 戀愛通告：王力宏影像集（獨家限量書封精裝版）                                                    | 山水國際娛樂股份有限公司/八鶴姆特有限公司/攝影_陳錦泉 | 凱特文化                  | ISBN 9789866606922 |
| 2010年7月29日  | 王力宏．導演練習曲                                                                              | 王力宏                                                | 凱特文化                  | ISBN 9789866606946 |

## 外部連結
- 王力宏官方網站
- 王力宏的抖音账号
- 王力宏的新浪微博
- 王力宏的哔哩哔哩个人空间
- 王力宏的Facebook專頁
- 王力宏的X（前Twitter）
- 王力宏的Instagram帳戶
- 王力宏在互联网电影资料库（IMDb）上的資料（英文）
- 王力宏在香港影庫上的簡介
- 王力宏在时光网上的簡介（简体中文）
- 王力宏在豆瓣上的资料（简体中文）
- 王力宏在台灣電影網上的資料（繁體中文）
- 王力宏 (Leehom Wang)的歷年專輯與介紹 - KKBOX （页面存档备份，存于）
- 美商宏聲音樂有限公司台灣分公司 - 台灣電影網 （页面存档备份，存于）
- 八鶴姆特有限公司 - 台灣電影網 （页面存档备份，存于）
- 宏聲文化有限公司台灣公司資料 （页面存档备份，存于）
- 火力全開有限公司台灣公司資料 （页面存档备份，存于）
- 美商宏聲音樂有限公司台灣公司資料 （页面存档备份，存于）
- 宏聲藝人經紀有限公司台灣公司資料 （页面存档备份，存于）
- 八鶴姆特有限公司台灣公司資料 （页面存档备份，存于）
- 華文影史庫：王力宏簡介 （页面存档备份，存于）